# Ernesto Mora Ramírez
Ernesto Mora Ramírez (Pedro Juan Caballero, Amambay, 7 de novembre de 1991) és un ciclista paraguaià. Professional des del 2014, des del 2017 milita a l'equip Vivo Team Grupo Oresy Del seu palmarès destaca el campionat nacional en contrarellotge.

## Palmarès
- 2016
  - Campió del Paraguai en contrarellotge